# Costessey Hall

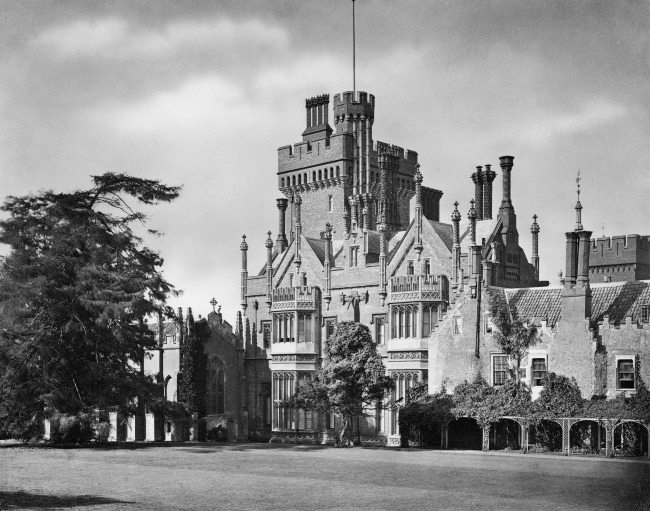
Costessey Hall um 1850

Costessey Hall (ausgesprochen und manchmal auch geschrieben als Cossey Hall, auch geschrieben als Cotesby Hall) war ein Herrenhaus im Dorf Costessey 6,5 km westlich von Norwich in der englischen Grafschaft Norfolk. Die Grundherrschaft Costessey wird 1066 erstmals urkundlich erwähnt, als sie König Wilhelm der Eroberer Alain dem Roten, Earl of Richmond, zu Lehen gab.
1555 vergab sie Königin Maria I. an Sir Henry Jerningham bei der Einführung von Lady Jane Grey als Belohnung für seine Unterstützung. Damals gehörten dazu 22 Untergrundherrschaften in Norfolk und zusätzlich Grundherrschaften in Hereford und Gloucestershire. Sir Jerningham ließ ein neues Herrenhaus südlich des River Tud bauen, der durch Costessey fließt. Das alte Herrenhaus blieb auf der nördlichen Flussseite bestehen und steht heute noch im Costessey Park. Vermutlich schenkte es König Heinrich VIII. seiner Gattin Anna von Kleve.
Von 1826 bis 1836 baute J. C. Buckler eine neugotische Burg für Lord Stafford Jerningham, die um ein Vielfaches größer war als die des originalen Herrenhauses aus der Tudorzeit.
1913 wurde der Inhalt des Hauses verkauft und das Herrenhaus blieb leer. Zu Beginn des Ersten Weltkrieges war es unter dem Kommando des Kriegsministeriums. 1919 beschloss man, das Haus abreißen zu lassen, was 1925 ausgeführt wurde. Der Glockenblock am 18. Loch des Costessey Park Golf Course ist der einzige bis heute erhaltene Gebäudeteil.